# Leptocladiella delicatula
Leptocladiella delicatula là một loài Rêu trong họ Hylocomiaceae. Loài này được (Broth.) J.R. Rohrer mô tả khoa học đầu tiên năm 1985.